# Cue-lure
Cue-lure ist eine chemische Verbindung aus der Gruppe der Ketone. Sie gehört zu den Insektenpheromonen und wurde als synthetischer Lockstoff für die männliche Melonenfliege (Bactrocera cucurbitae) entwickelt.
Cue-lure ist wirksamer als Anisylaceton und hydrolysiert schnell zu Himbeerketon.